# Prefettura di Kukës
La prefettura di Kukës (in albanese: Qarku i Kukësit) è una delle 12 prefetture dell'Albania.

## Geografia
A est, Kukës confina con il Kosovo [a], nell'estremo nord-ovest confina il Montenegro.
Confina inoltre con le seguenti prefetture albanesi: 
- Dibër: sud
- Lezhë: sud-ovest
- Shkodër: ovest

## Municipalità
In seguito alla riforma amministrativa del 2015 la prefettura risulta composta dalle seguenti municipalità:
| Municipalità | Ex-comuni (pre-2015) | Distretto |
| ------------ | --- | --------- |
| Has          | Fajza, Gjinaj, Golaj, Krumë | Has       |
| Kukës        | Arrën, Bicaj, Bushtricë, Grykë-Çajë, Kalis, Kolsh, Kukës, Malzi, Shishtavec, Shtiqën, Surroj, Tërthore, Topojan, Ujëmisht, Zapod | Kukës     |
| Tropojë      | Bajram Curri, Bujan, Bytyç, Fierzë, Lekbibaj, Llugaj, Margegaj, Tropojë                                                          | Tropojë   |

Prima della riforma amministrativa la prefettura comprendeva i distretti di:
- Has
- Kukës
- Tropojë